# تراویس بینیون
تراویس بینیون (انگلیسی: Travis Binnion؛ زادهٔ ۱۰ نوامبر ۱۹۸۶) بازیکن فوتبال بازنشسته و مربی اهل بریتانیا است.
از باشگاه‌هایی که در آن بازی کرده است می‌توان به باشگاه فوتبال ماریهامن و باشگاه فوتبال شفیلد یونایتد اشاره کرد.